# Jean-Antoine Rioux
Jean-Antoine Rioux (Naucelle, 16 mai 1925 - Montpellier, 17 mars 2017) était un parasitologue français, principalement spécialiste de la leishmaniose. Il a inventé le terme d' « écoépidémiologie » pour désigner une discipline combinant les concepts d'écologie et d'épidémiologie, afin de comprendre les modèles et les processus de transmission des parasites. Il était professeur à la faculté de médecine de Montpellier et l'un des fondateurs de la Société Française de Parasitologie en 1962,.

## Carrière scientifique

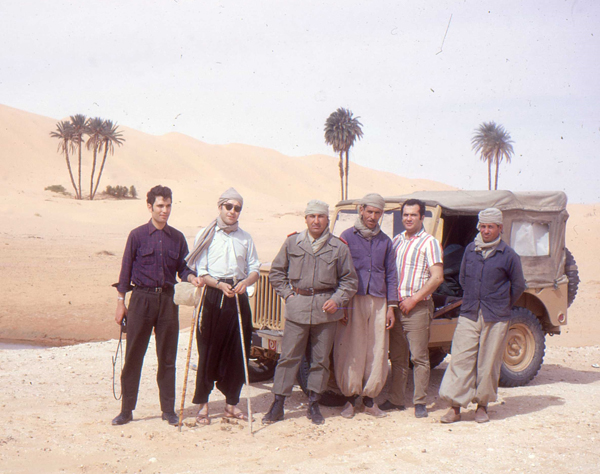
Le professeur Jean-Antoine Rioux sur le terrain en Tunisie en 1970

Jean-Antoine Rioux a travaillé sur plusieurs maladies parasitologiques, dont le paludisme, la peste, la schistosomiase et la leishmaniose. Il a dirigé des équipes sur le terrain en France (Camargue, Languedoc-Roussillon, Cévennes, Corse) et dans divers pays dont l'Iran, le Tchad, la Tunisie et le Maroc.
Jean-Antoine Rioux était également botaniste et directeur du jardin des plantes de Montpellier, un jardin botanique et arboretum historique situé à Montpellier.

## Taxons nommés en son honneur

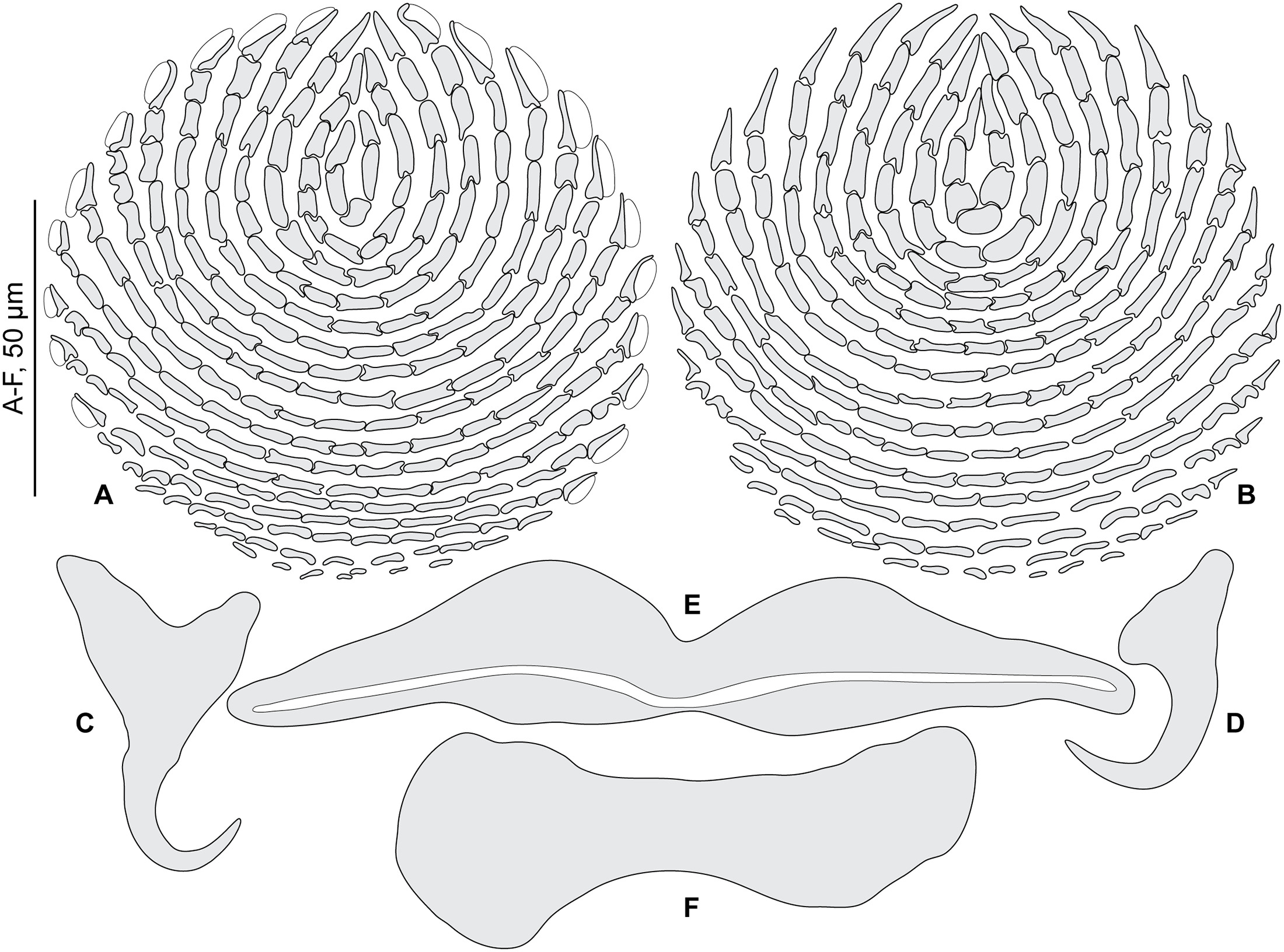
Pseudorhabdosynochus riouxi, un Monogène nommé en l'honneur de Jean-Antoine Rioux

De nombreux taxons ont été nommés en l'honneur de Jean-Antoine Rioux par ses collègues. La liste des espèces comprend : Adelina riouxi Levine, 1977 (Coccidia, Adeleidae), Amphinomia riouxii Quézel, 1959 (Rosales, Leguminosae), Culicoides riouxi Callot & Krémer, 1961 (Diptera, Ceratopogonidae), Empidomermis riouxi Doucet, Laumont & Bain, 1979 (Nematoda, Mermithidae), Hystrichopsylla talpae riouxi Beaucournu & Rosin, 1977 (Siphonaptera, Hystrichopsyllidae), Longicollum riouxi Golvan, 1969 (Acanthocephala, Pomphorhynchidae), Phlebotomus (Paraphlebotomus) riouxi Depaquit, Léger & Killick-Kendrick 1998, (Diptères, Psychodidae), Pseudorhabdosynochus riouxi (Oliver, 1986) Kritsky & Beverley-Burton, 1986 (Monogenea, Diplectanidae). Le genre Riouxgolvania Bain & Brunhes, 1968 (Nematoda, Muspiceidae) rend hommage à la fois à Jean-Antoine Rioux et à Yves-Jean Golvan, deux parasitologues français. Le sous-genre Riouxomyia Depaquit, Blavier & Randrianambintsoa, 2019 a été créé pour les phlébotomes (Diptera, Phlebotominae).

## Collection scientifique
Jean-Antoine Rioux a collecté un nombre impressionnant de spécimens, principalement des phlébotomes. Sa collection comprend plus de 130 000 spécimens provenant de 10 pays : France, Italie, Espagne, Algérie, Tunisie, Maroc, Yémen, Syrie, Soudan et République du Congo. La collection est désormais conservée par l'Université de Reims Champagne-Ardenne.

## Publications sélectionnées
L'article le plus cité de Jean-Antoine Rioux est sa classification des Leishmania en 1990.